# Bathysanthus sinforosa
 Bathysanthus sinforosa   G.L.Nesom, 2018 è una specie di piante angiosperme dicotiledoni della famiglia delle Asteraceae, sottofamiglia Asteroideae,  tribù Astereae (North American lineage) e sottotribù Solidagininae.  Bathysanthus sinforosa  è anche l'unica specie del genere  Bathysanthus  G.L.Nesom, 2018.

## Etimologia
Il nome generico (Bathysanthus) deriva dal greco "batys" (= profondo) e "anthus" (= fiore), alludendo al suo habitat nel fondo dei canyons.  L'epiteto specifico ( sinforosa ) deriva da Santa Sinforosa, una santa della Chiesa cattolica, nome usato in riferimento alla località di raccolta.
Il nome scientifico della specie è stato definito dal botanico Guy L. Nesom (1945-) nella pubblicazione " Phytoneuron. Digital Publications in Plant Biology" ( Phytoneuron 2018-37: 1) del 2018. Il nome scientifico del genere è stato definito nella stessa pubblicazione.

## Descrizione
Portamento. La specie di questa voce ha un habitus di tipo erbaceo aromatico.
Fusto. La parte aerea è eretta, lignescente e ramosa. Le superfici sono minutamente pubescenti con minuscoli peli bianchi lunghi meno di 0,1 mm e piegati vicino all'apice. Altezza massima: 1 metro
Foglie. Le foglie sono disposte in modo alternato, picciolate o sessili. La lamina è semplice, con forme da strettamente oblanceolate a strettamente
ellittiche, attenuata basalmente verso il picciolo lungo 2 - 7 mm; i margini sono interi, piatti e l'apice è acuto. La superficie è priva di ghiandole ma minutamente pubescente. Dimensione delle foglie: lunghezza 1 - 5 cm; larghezza 1,5 - 5 mm.
Infiorescenza. Le sinflorescenze sono composte da grappoli sciolti di capolini raccolti in formazioni corimbose. Le infiorescenze vere e proprie sono composte da un capolino peduncolato di tipo disciforme; i peduncoli sono bratteati. I capolini sono formati da un involucro, con forme da cilindriche a campanulate, composto da 8 - 12 brattee, al cui interno un ricettacolo fa da base ai fiori di due tipi: fiori del raggio (qui assenti) e fiori del disco. Le brattee, con forme da oblunghe a oblungo-lanceolate, con superficie glabra, apice arrotondato, margini ialini talvolta leggermente fimbriati, con una zona mediana verde che si allarga gradualmente distalmente e con una vena mediana aranciata, sono disposte in modo più o meno embricato su 2 - 3 serie. Il ricettacolo può essere provvisto o privo di pagliette a protezione alla base dei fiori; la forma è piatta o da convessa a conica. Lunghezza dei peduncoli: 2 - 7 mm. Dimensione degli involucri: larghezza 1,5 - 2 mm; lunghezza: 2,5 - 3,5 mm.
Fiori.  I fiori sono tetra-ciclici (formati cioè da 4 verticilli: calice – corolla – androceo – gineceo) e pentameri (calice e corolla formati da 5 elementi). Si distinguono in:
- fiori del raggio (esterni): sono assenti;
- fiori del disco (centrali): sono più numerosi con forme brevemente tubulose (attinomorfe); sono ermafroditi o (raramente) funzionalmente maschili.

- Formula fiorale:

*/x K {\displaystyle \infty }, [C (5), A (5)], G 2 (infero), achenio
- Calice: i sepali del calice sono ridotti ad una coroncina di squame.

- Corolla: (solamente fiori del disco) la forma è imbutiforme-tubulare bruscamente divaricata in 5 lobi; i lobi, riflesso-elicoidali, hanno una forma strettamente triangolare; il colore è bianco o violaceo. Lunghezza della corolla: 2 mm.

- Androceo: l'androceo è formato da 5 stami sorretti da filamenti generalmente liberi; gli stami sono connati e formano un manicotto circondante lo stilo; le teche (produttrici del polline) alla base sono troncate e sono lievemente auricolate (molto raramente sono speronate o hanno una coda); le appendici apicali delle antere hanno delle forme piatte e lanceolate; il tessuto endoteciale (rivestimento interno dell'antera) è quasi sempre polarizzato (con due superfici distinte: una verso l'esterno e una verso l'interno). Il polline è sferico con un diametro medio di circa 25 micron;  è tricolporato (con tre aperture sia di tipo a fessura che tipo isodiametrica o poro) ed è echinato (con punte sporgenti).[10][12]

- Gineceo: l'ovario è infero uniloculare formato da 2 carpelli.[6] Lo stilo (il recettore del polline) è profondamente bifido (con due stigmi divergenti, brevi o lunghi a seconda della specie) e con le linee stigmatiche marginali separate.[13] I due bracci dello stilo sono in genere filiformi e papillosi.

Frutti. I frutti sono degli acheni con pappo; 
- achenio: gli acheni, con forme oblunghe-obovate appiattite e superficie liscia, hanno 2 - 4 nervature longitudinali; sono strigosi senza ghiandole;
- pappo: il pappo è formato da una serie di 20 - 25 setole fragili.

## Biologia
Impollinazione: tramite insetti (impollinazione entomogama tramite farfalle diurne e notturne).

Riproduzione: la fecondazione avviene fondamentalmente tramite l'impollinazione dei fiori.

Dispersione: i semi cadono a terra e vengono dispersi soprattutto da insetti come formiche (disseminazione mirmecoria). Un altro tipo di dispersione è zoocoria: gli uncini delle brattee dell'involucro (se presenti) si agganciano ai peli degli animali di passaggio che portano così i semi anche su lunghe distanze. Inoltre per merito del pappo il vento può trasportare i semi anche per alcuni chilometri (disseminazione anemocora).

## Distribuzione e habitat
La specie di questa voce è distribuita nel Messico nord-orientale.

## Sistematica
La famiglia di appartenenza di questa voce (Asteraceae o Compositae, nomen conservandum) probabilmente originaria del Sud America, è la più numerosa del mondo vegetale, comprende oltre 23.000 specie distribuite su 1.535 generi, oppure 22.750 specie e 1.530 generi secondo altre fonti (una delle checklist più aggiornata elenca fino a 1.679 generi). La famiglia attualmente (2021) è divisa in 16 sottofamiglie; la sottofamiglia Asteroideae è una di queste e rappresenta l'evoluzione più recente di tutta la famiglia.

### Filogenesi
La tribù Astereae (una delle 21 tribù della sottofamiglia Asteroideae) comprende circa 40 sottotribù. In base alle ultime ricerche nella tribù sono stati individuati (provvisoriamente) 5 principali lignaggi:
- Basal grade: include alcuni generi isolati, il gruppo "South American-Oceania",  alcune sottotribù africane e il gruppo dei generi legnosi del Madagascar.
- Bellis lineage: comprende le sottotribù eurasiatiche e una sottotribù africana.
- Aster lineage: include i generi asiatici di Asterinae e i principali gruppi dell'Australia e dell'Oceania.
- Baccharis lineage: include alcuni gruppi sudamericani.
- North American lineage: include la vasta gamma di sottotribù del Nordamerica, Messico e alcuni gruppi distribuiti nel Sudamerica.

Il genere  Bathysanthus (insieme alla sottotribù Pentachaetinae) è incluso nel lignaggio "North American lineage". La sottotribù attualmente è divisa in 6 gruppi informali. Il genere di questa voce appartiene al Solidago group.
I caratteri distintivi della specie  Bathysanthus sinforosa  sono:
- il portamento è basso-erbaceo lignescente;
- le foglie hanno delle forme lineari-lanceolate con margini interi;
- i capolini (piccoli) formano dei grappoli panicolato-corimbosi;
- i fiori del raggio sono assenti.